# Calomantispa spectabilis
Calomantispa spectabilis is een insect uit de familie van de Mantispidae, die tot de orde netvleugeligen (Neuroptera) behoort. 
Calomantispa spectabilis is voor het eerst wetenschappelijk beschreven door Banks in 1913.